# Christian Albrecht von Buchwaldt
Christian Albrecht von Buchwaldt, född 16 januari 1666 och död 11 juni 1706, var en svensk militär.
Buchwaldt blev 1687 kornett, deltog 1689–97 vid de svenska hjälptrupperna i pfalziska tronföljdskriget och var med i slaget vid Fleurus 1690. 1701 blev han överste för Skånska ståndsdragonerna, och deltog med detta i Karl XII:s polska krig 1703–06. Han utmärkte sig särskilt vid Putulsk 1703, vid stormningen av Lemberg 1705, då staden utan ett skott stormades av Buchwaldt och några andra dragonregementen, och vid Fraustadt 1706. Av de nio skott- och fyra huggsår han erhöll under slaget, dog han 11 juni i Stettin, dagen innan han av Karl XII utnämndes till generalmajor. von Buchwaldt är begravd i Harlösa kyrka i Eslöv.